# Перечёркнутая O (латиница)
Ɵ, ɵ (перечёркнутая O, в Юникоде заглавная буква называется O с тильдой посередине) — буква расширенной латиницы. Использовалась в азербайджанском алфавите до его кириллизации в 1939 году для обозначения звука [œ]; при кириллизации азербайджанского алфавита была заменена на букву аналогичного начертания Ө, а при его повторной латинизации в 1991 году — на букву Ö. В татарском алфавите у этой буквы была примерно такая же история, что и в азербайджанском, с той разницей что при повторной латинизации буква использовалась в течение нескольких лет и была заменена на Ö лишь в 2012 году. Входила в Новый тюркский алфавит и Единый северный алфавит.
В МФА обозначает другой звук — огублённый гласный среднего ряда средне-верхнего подъёма.